# Флашароши
Флашароши (енгл. Bottlemen) је српски документарни филм снимљен 2023. године у режији Немање Војиновића. Документарац прати живот сакупљача стриктно пластичних флаша на депонији у Винчи. Поред редитеља Немање Војиновића, у изради филма учествовали су продуценткиња Марија Стојнић, копродуценткиња Вива Виденовић, монтажер Драган вон Петровић, директор фотографије Игор Маровић, дизајнер звука Боштјан Kачичник, композитор Предраг Адамовић. Реализација филма трајала је седам година уз подршку Филмског центра Србије и ТВ Словеније.

## Награде
- Сарајево филм фестивал - Срце Сарајева за најбољи документарни филм (2023);
- Фестивал Слободна зона - Најбољи филм (2023);[5]
- Фестивал документарног филма у Фиренци - Награда дистрибутерске куће CG Entertainment (2023);[6]
- Филмски фестивал у Цириху - Номинација за најбољи међународни документарни филм;[7]
- Мартовски фестивал - Награда за најбољи документарни филм преко 50 минута; Награда за најбољу камеру (2024);[8];